# 1472
1472 (MCDLXXII) je bilo prestopno leto, ki se je po julijanskem koledarju začelo na sredo.

## Dogodki
- 1. januar

## Smrti
- 20. april - Leon Battista Alberti, italijanski renesančni humanist, arhitekt, kriptograf in filozof (* 1404)
- 8. avgust - Ivan Vitez, madžarski kardinal in humanist (* okoli 1405)
- 18. november - Ivan Bessarion, bizantinski humanist, teolog, filolog, filozof (* 1403)

Neznan datum
- Gregorij iz Trebizonda, bizantinski humanist in filozof (* 1395)